# プラス記号とマイナス記号
プラス記号（+）とマイナス記号（−）は、正負や加法および減法の表記に使われる数学記号である。これらの記号は多かれ少なかれ類似点のある他のいろいろな意味にも拡張されて使われてきた。プラス（plus）とマイナス（minus）は、それぞれ「より多い」と「より少ない」を意味するラテン語の表現である。日本語においては、プラス記号については、加算記号として用いる場合には足す（たす）と読み、マイナス記号については、減算記号として用いる場合には引く（ひく）と読む。プラスとマイナスを合わせて「プラスマイナス」「プラマイ」と呼ぶこともある。

## 歴史
これらの記号はいまやアルファベットやアラビア数字と同程度に見慣れたものである。しかし、プラス記号とマイナス記号の起源は必ずしも明らかになっているわけではなく諸説ある。
一説には船乗りが樽の水の使用量を − の記号で表し、補充して満水になったときにそれを縦線で取り消したのが + の記号の始まりといわれている。船乗りではなく葡萄酒を売っていた商人が用いた記号という説もある。
エジプトヒエログリフの加算記号は文章が書かれる方向（エジプト語では右横書きと左横書き両方が用いられた）へ歩いている一組の脚に似ており、左右反転した記号が減算を表した。
| D54 |

| D54 |

| D55 |

| D55 |

15世紀初頭のヨーロッパでは、文字PとMが一般的に使われていた。
印刷物に初めて出現したのは、1489年のヨハネス・ヴィトマンによる『商業用算術書』とされている。記号の+ はラテン語の "et"（アンパサンド & に似ている）を単純化したものである。また、記号の− は減算を意味するminusの頭文字 m の筆記体に由来する。ウィッドマンは記号 − と + を minus と mer と呼んだ。
Earliest Uses of Various Mathematical Symbolsのウェブサイトによると、 + と − を最初に加算と減算に使った本として知られているのは、1518年にヘンリカス・グランマテウスが出版した書籍である。
等号の発明者であるロバート・レコードは、1557年に著書The Whetstone of Witteでプラス記号とマイナス記号をイギリスへ持ち込んだ。

## 数学での用法

### 加減法
「+」と「−」は、 3 + 2 = 5、3 − 2 = 1 のように加法と減法を示す二項演算子である。
「+」と「−」は、数の間だけでなく、アーベル群での加減法を表す。ただし、通常の加減法との混乱を防ぐために専用の記号が用意されている群もある。たとえば、
- 排他的論理和（{\displaystyle \oplus } とも書く）: 1 + 1 = 0, 1 + 0 = 1
- ビットXOR（{\displaystyle \oplus } とも書く）: 00000001 + 00000001 = 00000000, 00000001 + 00000000 = 00000001

それ以外の代数的構造の、加減法に似た（しかし加減法ではない）演算にも「+」と「−」を使うことがある。しかし、これらは正式には専用の記号を使う。
- 論理和（通常は ∨ と書く）: T + T = T, T + F = T.
- 和集合（通常は {\displaystyle \cup } と書く）: {1} + {2} = {1, 2}, {1} + ∅ = {1}.
- 差集合（{\displaystyle \setminus ,\smallsetminus } と書くことも多い）: {1,2} − {2} = {1}, {1} − ∅ = {1}.

### 正負
「−」は、オペランドを加法逆元（あるいは「反数」）で置き換えることを指示する単項演算子である。−a は a の加法逆元である。
正の数に適用されるとき、単項マイナスは負の数を作成する。たとえば、−5 は負の 5 であり、−10.4 は負の 10.4 である。負の数に適用されるとき、単項マイナスは正の数を作成する（負の負数は正である）。たとえば、もし x が 3 なら、−x は −3 であるが、もし x が −3 なら、−x は 3 である。同様に、−(−2) は 2 に等しい。ゼロに適用される場合結果はゼロである（−0 = 0）。
それに対し、「+」はオペランドを変更しない単項演算子である。たとえば、+a = a、+5 = 5 である。この記法は数が正であることを強調したいとき、とくに負の数と対比させるとき（+5 対 −5）に使われる。
文脈によっては、それぞれに応じて異なるグリフを使うことがある。たとえば単項演算子は（2 − 5 = −3 のように）上付きに書くことがあるが、このような用法はまれである。

### その他の用法
- 関数 f に対し、逆関数を f−1 と表す。
- 行列 A に対し、一般逆行列（英語版） A−, その一種のムーア・ペンローズ逆行列を A+ と表す。

### 派生した記号
- 「+」と「−」を組み合わせた2種類の記号 {\displaystyle \pm ,\mp } は、プラスマイナス記号と呼ばれる。
- 「+」を円で囲んだ記号 {\displaystyle \oplus } は、直和や排他的論理和に使われる。
- 「−」を変形させた {\displaystyle \neg } は、否定を表す。
- 「−」を変形させた {\displaystyle \smallsetminus } は、差集合を表す。
- 「−」を変形させた {\displaystyle \ominus } は、対称差や erosion（英語版） を表す。
- ヘブライ語ではプラス記号は十字と同じ形状で避けられて、「﬩」が使用される。

## 数学以外の用法

### コンピュータでの用法
この節で述べるマイナス記号は、原則として、正確に言えばハイフンマイナスである。
- C言語やその影響を受けたプログラミング言語では、「++」をインクリメント演算子、「--」をデクリメント演算子に使う。転じて、「++」はコンピュータの用語で多少の改善を示すために使われることがある。言語名「C++」はその一例である。
- 文字列の連結に使われることがある。たとえば、"a" + "b" = "ab"。
- 音楽ツールなどで、♯（シャープ）を「+」、♭（フラット）を「-」で表すことがある。たとえば、C♯ を「C+」または「+C」（ツールによって異なる）と表す。
- 「+」と「-」は、罫線素片の代わりに使用されることがある。たとえば、横線を「----------------」など。
- 「+」と「-」はGUI画面上でフォルダが折りたたまれているかどうかを示すために、しばしばツリービューで使われる。「+」はサブフォルダが非表示、「-」はサブフォルダが表示されていることを示す。
- †（短剣符）の代用に「+」を使うことがある。

### その他の用法
- （試験の評点などの）評点方式では、「+」は1段階高い、「−」は1段階低い評点を示す。たとえばB+（Bプラス）はBより1段階高く、B−（Bマイナス）はBより1段階低い。これを拡張して2つのプラス記号やマイナス記号を使うこともある。たとえばB++はB+より1段階高く、B−−はB−より1段階低い。連続したプラスには2プラス記号や3プラス記号が使われることもある。
- IPAでは、下に書いた「+」は（わずかな）前舌化、「−」は後舌化を意味する。たとえば、[u̟]は前舌化した[u]、[i̠]は後舌化した[i]である（+や−が右下に表示される環境もあるが、正しくは下に書く）。
- 化学記号や素粒子記号では、右上に書いた「+」や「−」は電気素量を単位とした電荷を表す。たとえば Li+ はリチウムの1荷陽イオン、F−はフッ素の1荷陰イオン。電気素量の2倍以上の電荷の表記法は分野によって違い、化学では Ca2+ ,S2−等、素粒子物理学では Δ++ 等とする。
- 電話番号の表示で、「+」は、その番号が国際電話番号であることを表す。たとえば、日本の電話番号「03-8765-xxxx」をこの方式で表示すると、日本の国番号は81なので、「+81-3-8765-xxxx」となる。
- 病原体・抗体などの検査で、「+」は陽性、「−」は陰性を表す。検査表で表形式で書かれるほか、たとえば「Rh+」はRh因子への抗体が陽性であることを示す。強い陽性を「++」「+++」、と表すこともある。連続したプラスには2プラス記号や3プラス記号が使われることもある。
- 電子や陰イオンは、「⊖」の丸付きマイナスが使用されることがある。

### 派生した記号
- 数学記号ではないが、「+」を2つ繋げた2プラス記号（⧺）や「+」を3つ繋げた3プラス記号（⧻）がある。

## 符号位置

### プラス記号
| 記号 | Unicode | JIS X 0213 | 文字参照          | 名称                                |
| ---- | ------- | ---------- | ----------------- | ----------------------------------- |
| +    | U+002B  | 1-1-60     | &#x2B; &#43;      | 正符号、加算記号                    |
| ＋   | U+FF0B  | 1-1-60     | &#xFF0B; &#65291; | 正符号（全角）                      |
| ˖    | U+02D6  | -          | &#x2D6; &#726;    | modifier letter plus sign           |
| ̟     | U+031F  | -          | &#x31F; &#799;    | combining plus sign below           |
| ⁤     | U+2064  | -          | &#x2064; &#8292;  | invisible plus sign                 |
| ⁺    | U+207A  | -          | &#x207A; &#8314;  | SUPERSCRIPT PLUS SIGN               |
| ₊    | U+208A  | -          | &#x208A; &#8330;  | subscript plus sign                 |
| ⊕    | U+2295  | 1-2-49     | &#x2295; &#8853;  | 直和                                |
| ⊞    | U+229E  | -          | &#x229E; &#8862;  | squared plus sign                   |
| ➕   | U+2795  | -          | &#x2795; &#10133; | heavy plus sign                     |
| ⧺    | U+29FA  | 1-3-93     | &#x29FA; &#10746; | 2プラス                             |
| ⧻    | U+29FB  | 1-3-94     | &#x29FB; &#10747; | 3プラス                             |
| ⧾    | U+29FE  | -          | &#x29FE; &#10750; | tiny                                |
| ⨁    | U+2A01  | -          | &#x2A01; &#10753; | n-ary circled plus operator         |
| ⨭    | U+2A2D  | -          | &#x2A2D; &#10797; | plus sign in left half circle       |
| ⨮    | U+2A2E  | -          | &#x2A2E; &#10798; | plus sign in right half circle      |
| ⨹    | U+2A39  | -          | &#x2A39; &#10809; | plus sign in triangle               |
| ﬩    | U+FB29  | -          | &#xFB29; &#64297; | hebrew letter alternative plus sign |
| ﹢   | U+FE62  | -          | &#xFE62; &#65122; | small plus sign                     |

### マイナス記号
| 記号 | Unicode | JIS X 0213 | 文字参照                 | 名称                       |
| ---- | ------- | ---------- | ------------------------ | -------------------------- |
| −    | U+2212  | 1-1-61     | &minus; &#x2212; &#8722; | 負符号、減算記号           |
| -    | U+002D  | 1-2-17     | &#x2D; &#45;             | ハイフンマイナス           |
| －   | U+FF0D  | 1-2-17     | &#xFF0D; &#65293;        | ハイフンマイナス（全角）   |
| ˗    | U+02D7  | -          | &#x2D7; &#727;           | modifier letter minus sign |
| ̠     | U+0320  | -          | &#x320; &#800;           | combining minus sign below |
| ⁒    | U+2052  | -          | &#x2052; &#8274;         | commercial minus sign      |
| ⁻    | U+207B  | -          | &#x207B; &#8315;         | SUPERSCRIPT MINUS          |
| ₋    | U+208B  | -          | &#x208B; &#8331;         | SUBSCRIPT MINUS            |
| ∖    | U+2216  | -          | &#x2216; &#8726;         | set minus                  |
| ⊖    | U+2296  | 1-2-50     | &#x2296; &#8854;         | 丸付きマイナス             |
| ⊟    | U+229F  | -          | &#x229F; &#8863;         | squared minus sign         |
| ➖   | U+2796  | -          | &#x2796; &#10134;        | heavy minus sign           |
| ⧿    | U+29FF  | -          | &#x29FF; &#10751;        | miny                       |
| ﹣   | U+FE63  | -          | &#xFE63; &#65123;        | small hyphen-minus         |

プラス、マイナス、ハイフンマイナス。

ハイフンマイナス記号（-）はISO/IEC 646版のマイナス記号であり、ハイフンも兼ねている。ほとんどのフォントでマイナス記号より幅が短い。文字集合がISO/IEC 646やASCIIなどのマイナス記号を持たない文字集合の場合に真のマイナス記号の置き換えとして使うことができる。